# Kirby: Squeak Squad
Kirby: Squeak Squad, conhecido no Japão como Hoshi no Kirby: San'jō! Dorocche Dan (星のカービィ 参上! ドロッチェ団, Hoshi no Kābī: San'jō! Dorocche Dan?, "Kirby of the Stars: Calling On! Dorocche Gang") e na Europa como Kirby Mouse Attack, é um jogo de plataforma de video game desenvolvido pela Flagship e publicado pela Nintendo e pela HAL Laboratory em 2006 para o Nintendo DS. O jogo foi posteriormente relançado para o Virtual Console do Wii U em 25 de junho de 2015.
Diferente do título anterior lançado para o Nintendo DS Kirby: Canvas Curse, Kirby: Squeak Squad é um jogo tradicional de plataforma.

## História
Um dia, na Dream Land, Kirby tenta comer uma fatia de bolo de morango. Antes que ele possa, porém, ele é subitamente arrebatado por uma presença invisível. Kirby imediatamente suspeita que o Rei Dedede roubou o bolo, então ele sai para confrontá-lo. Encontrando Dedede em seu castelo em Planos Prisma, Kirby o derrota na batalha, mas logo descobre que Dedede não foi o responsável. Imediatamente depois, aparece um grupo de ratos ladrões de tesouros conhecidos como Cuiquis (Squeaks). Eles revelam que estavam por trás do roubo do bolo de Kirby. Enquanto eles fogem com os pertences de Dedede, um Dedede furioso agarra Kirby e o joga nos Cuiquis. Kirby então persegue os Cuiquis pela Dream Land, eventualmente chegando ao seu esconderijo na Ilha de Gelo.
Na Ilha de Gelo, uma batalha começa entre Kirby e o líder dos Cuiquis, Daroach. Kirby vence a batalha e está prestes a pegar o baú do tesouro que supostamente contém seu bolo quando Meta Knight se aproxima e pega o baú. Meta Knight escapa para o Mar Secreto e Kirby o persegue. Kirby alcança Meta Knight, e eles lutam na Halberd, que voa para o espaço. Meta Knight é derrotado e Kirby vai até o baú do tesouro. Antes que ele possa abri-lo, Daroach voa e o pega dele. Daroach abre, mas o baú não contém o bolo de Kirby. Em vez disso, surge uma nuvem de cor escura, possuindo Daroach, que voa para a distante Galáxia Gamble.
Preocupado, Kirby segue, eventualmente encontrando e lutando contra o possuído Daroach. Uma vez derrotada, a escuridão solta Daroach e flutua na forma de uma pequena estrela preta. Kirby segue a estrela, que eventualmente se transforma em sua verdadeira forma - uma entidade de Matéria Escura e governante do Submundo, Névoa Escura (Dark Nebula). É revelado que o baú era a prisão de Dark Nebula, e Meta Knight estava apenas tentando impedir que alguém abrisse o baú e liberasse Dark Nebula. Kirby derrota Dark Nebula e volta para Dream Land. Em uma cena pós-crédito, os Cuiquis mandam de volta seu bolo para Kirby, deixando-o finalmente feliz quando ele começa a comê-lo.

## Combinações
- Espada de Fogo - Fogo + Espada
- Espada de Gelo - Gelo + Espada
- Espada de Raio - Faísca + Espada
- Bomba de Gelo - Gelo + Bomba
- Bomba de Raio - Faísca + Bomba
- Tornado de Gelo - Tornado + Gelo
- Tornado de Fogo - Tornado + Fogo
- Pneu de Gelo - Pneu + Gelo
- Pneu de Fogo - Pneu + Fogo
- Pneu de Raio - Pneu + Faísca

- Para Ativar as transformações especiais você tem que conseguir pergaminhos que vem dentro dos baús para cada transformação e também para ativar as transformações especiais "Tornado de gelo, fogo e faísca" e "Pneu de gelo, fogo e faísca" é preciso andar em cima das superfícies.

Exemplo:
- Pneu andando sobre fogo = Pneu de fogo
- Tornado andado sobre fogo = Tornado de fogo

## Recepção
Kirby: Squeak Squad recebeu uma pontuação de 7.5 de 10 na Nintendo Power, 31 pontos de 40 da Famitsu e três pontos de 7, 7.5 de 10 da EGM. O jogo vendeu mais de 1.7 milhões de cópias, com 1 milhões de cópias sendo vendidas no Japão.